# Piesarthrius rufoflavus
Piesarthrius rufoflavus är en skalbaggsart som beskrevs av Mckeown 1940. Piesarthrius rufoflavus ingår i släktet Piesarthrius och familjen långhorningar. Inga underarter finns listade i Catalogue of Life.